# 余贲民
余贲民（1888年—1933年4月9日），字金榜，号世英，别号楚龙，男，湖南省平江县人，中国无产阶级革命家。曾任湘鄂赣省委军事部长。